# Partido de Lezama
Lezama es el municipio más joven de los 135 partidos de la provincia argentina de Buenos Aires. Limita con los partidos de Chascomús, Castelli y Pila. La ciudad homónima es la cabecera del partido. Es el partido más joven de la provincia de Buenos Aires, habiendo recibido su autonomía el 22 de diciembre de 2009, como escisión del Partido de Chascomús.
Según los resultados definitivos del censo de 2022 la población del partido alcanza los 6.221 habitantes.

## Antecedentes
Durante la intendencia de Juan Gobbi y siendo Presidente del HCD Liliana Denot se declaró "Año de la restitución histórica del partido de Lezama".[cita requerida]

## Historia
Creado por la Ley Provincial sancionada el 22 de diciembre de 2009 por la Cámara de Diputados, un nuevo partido de la Provincia de Buenos Aires.
La iniciativa fue respaldada por 58 votos afirmativos, recibió 20 negativos y una abstención.
La creación de este nuevo municipio contaba con la aceptación de la mayoría de los diputados. Así la iniciativa, recibió el apoyo de las bancadas del Frente para la Victoria, Unión - Pro, Peronismo Federal y la Coalición Cívica ARI. En tanto, los bloques de los diputados de la Unión Cívica Radical y el Gen se opusieron a su tratamiento.

### Elecciones municipales

#### Elecciones en la década de 2020
|  | 62,33 % |

|  | 32,43 % |

|  | 5,24 % |

|  | 91,77 % |

|  | 7,52 % |

|  | 0,72 % |

|  | 78,03 % |

|  | 100 % |

#### Elecciones en la década de 2010
|  | 51,85 % |

|  | 46,52 % |

|  | 0,91 % |

|  | 0,71 % |

|  | 97,35 % |

|  | 2,16 % |

|  | 0,49 % |

|  | 87,98 % |

|  | 100 % |

|  | 54,62 % |

|  | 42,30 % |

|  | 3,08 % |

|  | 93,49 % |

|  | 6,21 % |

|  | 0,30 % |

|  | 83,02 % |

|  | 100 % |

|  | 50,88 % |

|  | 49,12 % |

|  | 94,97 % |

|  | 4,75 % |

|  | 0,29 % |

|  | 87,90 % |

|  | 100 % |

|  | 42,68 % |

|  | 36,57 % |

|  | 18,35 % |

|  | 2,40 % |

|  | 94,39 % |

|  | 5,04 % |

|  | 0,57 % |

|  | 88,18 % |

|  | 100 % |

|  | 42,70 % |

|  | 36,03 % |

|  | 14,68 % |

|  | 6,59 % |

|  | 94,24 % |

|  | 5,32 % |

|  | 0,45 % |

|  | 87,49 % |

|  | 100 % |

## Geografía

### Sismicidad
La región responde a las subfallas «del río Paraná», y «del río de la Plata», y a la falla de «Punta del Este», con sismicidad baja; y su última expresión se produjo el 5 de junio de 1888 (136 años), a las 3.20 UTC-3, con una magnitud aproximadamente de 5,0 en la escala de Richter (terremoto del Río de la Plata de 1888).

## Localidades del Partido
- Lezama 4.111 habitantes (INDEC 2001)Mapa del Partido de Lezama y su única localidad de mismo nombre.

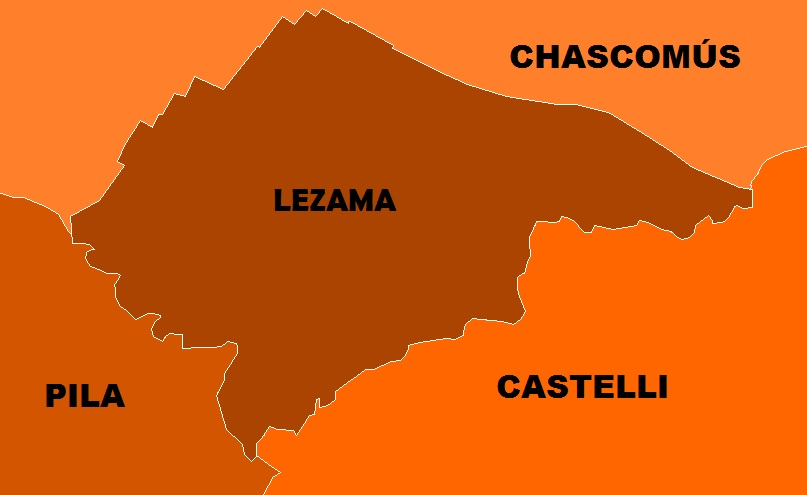
Mapa del Partido de Lezama y su única localidad de mismo nombre.

### Parajes
- Atilio Pessagno
- El Destino
- Monasterio